# Phantia indicatrix
Phantia indicatrix är en insektsart som först beskrevs av Walker 1870.  Phantia indicatrix ingår i släktet Phantia och familjen Flatidae. Inga underarter finns listade i Catalogue of Life.